# Epimisio

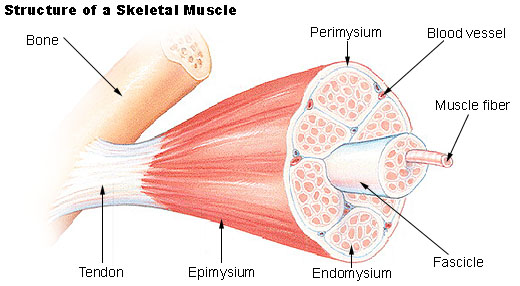
Struttura del muscolo con evidenziato l'epimisio

L'epimisio è la membrana più esterna a rivestimento dei muscoli scheletrici, formata da tessuto connettivo denso. L'epimisio si continua con i tendini in prossimità delle ossa. Al di sotto dell'epimisio si trovano, in continuità, perimisio ed endomisio. La funzione principale dei tre strati è quella di protezione del muscolo stesso.